# Công nghiệp điện ảnh

Đoàn làm phim

Ngành công nghiệp điện ảnh hay công nghiệp phim, tức ngành công nghiệp phim lẻ hay công nghiệp phim chiếu rạp, bao gồm các cơ sở công nghệ và thương mại phục vụ cho công tác làm phim, ví dụ như các công ty chế tác phim, hãng phim, kỹ thuật điện ảnh, phim hoạt hình, sản xuất phim, biên kịch, các khâu tiền sản xuất, hậu kỳ, liên hoan phim, quá trình phân phối, các diễn viên, đạo diễn điện ảnh và các nhân sự khác trong đoàn làm phim. Mặc dù chi phí làm phim đa phần là trực tiếp đưa việc sản xuất phim tập trung dưới sự bảo hộ của các đơn vị chế tác có tiếng tăm, những thành tựu cải tiến thiết bị, đạo cụ làm phim vừa túi tiền, cũng như sự mở rộng các cơ hội giành được vốn đầu tư từ chính bên ngoài ngành công nghiệp làm phim. Điều này giúp cho việc sản xuất phim độc lập phát triển.
Kể từ năm 2018, doanh thu phòng vé toàn cầu đạt giá trị 41,7 tỉ đô la Mỹ. Nếu bao gồm cả phòng vé và doanh thu dịch vụ giải trí gia đình thì ngành công nghiệp điện ảnh toàn cầu đạt giá trị 136 tỉ đô la Mỹ tính đến năm 2018. Hollywood là ngành công nghiệp điện ảnh quốc gia lâu đời nhất trên thế giới và vẫn duy trì vị trí lớn nhất về tổng doanh thu phòng vé. Điện ảnh Ấn Độ (bao gồm cả Bollywood) là ngành công nghiệp điện ảnh quốc gia lớn nhất về sản lượng phim và số lượng vé bán ra, với con số 3,5 tỉ vé được bán trên toàn thế giới mỗi năm (so với 2,6 tỉ vé được bán mỗi năm của Hollywood) và 1.813 đầu phim truyện được sản xuất mỗi năm.

## Mục lục sách tham khảo
- Allen J. Scott (năm 2005) On Hollywood: The Place The Industry, Nhà xuất bản Đại học Princeton
- Patrick Robertson (năm 1988) The Guinness Book of Movie Facts & Feats. Luân Đôn: Nhà xuất bản Guinness (Guinness Publishing Limited)
- Arnab Jan Deka (ngày 27 tháng 10 năm 1996) Fathers of Indian Cinema Bhatawdekar and Torney, Nhật báo Dainik Asam
- Sanjit Narwekar (năm 1995) Marathi Cinema: In Retrospect, Công ty Trách nhiệm hữu hạn Phát triển Văn hóa, Sân khấu và Điện ảnh Maharashtra
- Firoze Rangoonwalla (năm 1979) A Pictorial History of Indian Cinema, Nhà xuất bản Hamlyn